# Glochidion suishaense
Glochidion suishaense är en emblikaväxtart som beskrevs av Bunzo Hayata. Glochidion suishaense ingår i släktet Glochidion och familjen emblikaväxter. Inga underarter finns listade i Catalogue of Life.